# 13330 Dondavis
13330 Dondavis è un asteroide della fascia principale. Scoperto nel 1998, presenta un'orbita caratterizzata da un semiasse maggiore pari a 3,1050185 UA e da un'eccentricità di 0,1747880, inclinata di 0,26475° rispetto all'eclittica.